# Buntschwanz-Ringbeutler
Der Buntschwanz-Ringbeutler (Pseudochirulus caroli) ist ein Beutelsäuger aus der Familie der Ringbeutler, der nur durch wenige Exemplare bekannt ist, die im westlichen Teil Neuguineas westlich des Jayawijaya-Gebirges gefangen wurden. Es werden zwei Unterarten unterschieden, Pseudochirulus caroli caroli, die Nominatform, kommt im Weyland-Gebirge vor und Pseudochirulus caroli versteegi lebt im Einzugsbereich des Lorentz-Flusses. Im Baliem-Tal kommt eine weitere Form vor, die wahrscheinlich eine eigenständige, bisher unbeschriebene Ringbeutlerart darstellt.
Der Artzusatz im wissenschaftlichen Namen ehrt den Tiersammler Charles (Carol) B. Pratt, der das Typusexemplar fand.

## Merkmale
Buntschwanz-Ringbeutler haben ein braunes Fell, eine Kopf-Rumpf-Länge von 30 bis 36 cm und einen 30 bis 37 cm langen Schwanz. Gewogen wurde bisher nur ein einzelnes Weibchen. Es hatte ein Gewicht von 440 g. Der Buntschwanz-Ringbeutler unterscheidet sich von allen anderen neuguineischen Ringbeutlern durch seinen langen, an der Spitze weißen Schwanz und von den australischen Ringbeutlern durch den dunklen, graubraunen Streifen auf der Rückenmitte.

## Vorkommen, Lebensraum und Lebensweise

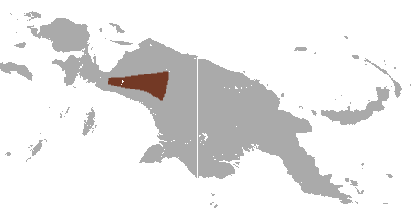
Verbreitungskarte des Buntschwanz-Ringbeutlers

Der Buntschwanz-Ringbeutler ist disjunkt im westlichen Neuguinea verbreitet und kommt dort von annähernd Meeresspiegelhöhe bis in Höhen von 2200 Metern vor. Bisher sind nur vier Regionen mit Vorkommen der Tiere bekannt. Aus den wenigen bisher gemachten Beobachtungen kann man schließen, dass die Tiere relativ agil und im Unterschied zu den meisten anderen, strikt nachtaktiven Ringbeutlern auch teilweise am Tag aktiv sind. Über die Ernährung, das Fortpflanzungsverhalten und das sonstige Verhalten ist bisher nichts bekannt.

## Gefährdung
Die IUCN klassifiziert den Buntschwanz-Ringbeutler in die Kategorie „ungefährdet“ (Least Concern).